# Kevin Painter
Kevin Painter (Billericay, 12 juli 1967) is een voormalig Engelse darter. De speler heeft als bijnaam The Artist.
In 2004 zorgde Painter haast voor een gigantische stunt door in de finale van het Ladbrokes World Darts Championship lange tijd op koers te liggen voor de wereldtitel van de PDC. In een bloedstollende finale moest The Artist, na een 4-1-voorsprong in sets, uiteindelijk pas buigen in de beslissende leg van de 13e sets tegen (op dat moment) tienvoudig wereldkampioen Phil Taylor (6-7 sets). De als 10e geplaatste darter had in eerdere rondes indruk gemaakt door onderscheidenlijk Paul Williams, Ronnie Baxter, Mark Dudbridge en veteraan Bob Anderson uit te schakelen. 
Een jaar later, in 2005, viel het doek in Purfleet in de kwartfinales na een nederlaag tegen andermaal Phil Taylor. Dezelfde prestatie herhaalde hij tijdens de Las Vegas Desert Classic van dat jaar.
In het verleden won Painter onder meer het British Matchplay, het British Open en het Engeland Open. In 2011 won hij de Players Championship Finals door in de finale Mark Webster te verslaan
Mede als gevolg van een beenblessure raakte Painter enige tijd uit beeld. In 2019 raakte Painter zijn PDC tourcard kwijt, en wist op q-school deze niet meer terug te verdienen. Nadat Painter in 2021 er voor de derde keer niet in slaagde zijn PDC Tourcard terug te verdienen, besloot hij na afloop van Q-School op 17 februari 2021 te stoppen als professioneel darter. Tegenwoordig speelt Painter nog darts via demonstratietoernooien.
Tegenwoordig woont hij in Rugby.

## Gespeelde WK-finales
- 2004: Phil Taylor - Kevin Painter 7 - 6 ('best of 13 sets')

## Resultaten op Wereldkampioenschappen

### BDO
- 1994: Laatste 32 (verloren van Kevin Kenny met 2-3)
- 1995: Laatste 16 (verloren van Martin Adams met 0-3)
- 1996: Laatste 32 (verloren van Ronnie Baxter met 2-3)
- 1998: Laatste 16 (verloren van Richie Burnett met 1-3)
- 1999: Laatste 16 (verloren van Ronnie Baxter met 0-3)
- 2000: Kwartfinale (verloren van Ted Hankey met 2-5)
- 2001: Kwartfinale (verloren van Andy Fordham met 2-5)

### PDC
- 2002: Laatste 32 (verloren van Ronnie Baxter met 2-4)
- 2003: Halve finale (verloren van John Part met 4-6)
- 2004: Runner-up (verloren van Phil Taylor met 6-7)
- 2005: Kwartfinale (verloren van Phil Taylor met 1-5)
- 2006: Kwartfinale (verloren van Phil Taylor met 1-5)
- 2007: Laatste 64 (verloren van Colin Osborne met 0-3)
- 2008: Halve finale (verloren van John Part met 2-6)
- 2009: Laatste 16 (verloren van Phil Taylor met 1-4)
- 2010: Laatste 16 (verloren van Raymond van Barneveld met 1-4)
- 2011: Laatste 64 (verloren van Brendan Dolan met 0-3)
- 2012: Laatste 16 (verloren van John Part met 2-4)
- 2013: Laatste 16 (verloren van Adrian Lewis met 2-4)
- 2014: Laatste 16 (verloren van Simon Whitlock met 0-4)
- 2015: Laatste 32 (verloren van Cristo Reyes met 3-4)
- 2016: Laatste 32 (verloren van Phil Taylor met 1-4)
- 2017: Laatste 32 (verloren van Phil Taylor met 0-4)
- 2018: Laatste 64 (verloren van Mensur Suljović met 0-3)

### WSD (Senioren)
- 2022: Halve finale (verloren van Robert Thornton met 2-4)
- 2023: Halve finale (verloren van Robert Thornton met 0-3)
- 2024: Laatste 16 (verloren van John Henderson met 1-3)
- 2025: Laatste 28 (verloren van Richie Burnett met 2-3)

## Resultaten op de World Matchplay

### PDC
- 2001: Laatste 32 (verloren van Dennis Priestley met 7-10)
- 2002: Laatste 16 (verloren van Phil Taylor met 6-13)
- 2003: Laatste 32 (verloren van Alex Roy met 10-12)
- 2004: Laatste 16 (verloren van Ronnie Baxter met 17-19)
- 2005: Laatste 32 (verloren van Adrian Lewis met 4-10)
- 2006: Laatste 16 (verloren van James Wade met 9-13)
- 2007: Laatste 16 (verloren van Phil Taylor met 6-13)
- 2008: Laatste 32 (verloren van Tony Eccles met 8-10)
- 2009: Laatste 16 (verloren van Phil Taylor met 3-13)
- 2010: Kwartfinale (verloren van Phil Taylor met 4-16)
- 2011: Laatste 32 (verloren van Adrian Lewis met 12-14)
- 2012: Laatste 32 (verloren van Steve Beaton met 6-10)
- 2013: Laatste 16 (verloren van Simon Whitlock met 10-13)
- 2014: Laatste 32 (verloren van Simon Whitlock met 6-10)

### WSDT (Senioren)
- 2022: Halve finale (verloren van Phil Taylor met 10-12)
- 2023: Kwartfinale (verloren van Jim McEwan met 7-9)
- 2024: Laatste 16 (verloren van David Cameron met 3-8)